# 1983년 지중해 게임
1983년 지중해 게임(아랍어: ألعاب البحر الأبيض المتوسط 1983)은 제9회 지중해 게임으로 1983년 9월 3일부터 17일까지 모로코 카사블랑카에서 열렸다. 16개국 2192명의 선수가 참가했으며 20개 종목이 진행되었다. 
이탈리아가 가장 많은 금메달을 획득하면서 종합 메달 순위 1위에 올랐다.

## 종목
20개 종목 외에 골프가 시범 종목으로 채택되었다.
- 농구
- 다이빙
- 럭비 유니언
- 레슬링
- 배구
- 복싱
- 사격
- 사이클
- 수구
- 수영
- 승마
- 역도
- 요트
- 유도
- 육상
- 체조
- 축구
- 테니스
- 펜싱
- 핸드볼

## 참가국
제9회 지중해 게임에는 총 16개 국가가 참가했다. 키프로스가 처음으로 해당 대회에 선수단을 파견했다.
- 그리스 (198)
- 레바논 (34)
- [[파일:{{{국기그림-1977}}}|22x20px|border |alt=리비아의 기]] 리비아 (63)
- 모나코 (8)
- 모로코 (251)  (개최국)
- 몰타 (31)
- 스페인 (184)
- 시리아 (49)
- 알제리 (172)
- 유고슬라비아 (211)
- 이탈리아 (368)
- 이집트 (189)
- 키프로스 (6)
- 튀니지 (99)
- 튀르키예 (190)
- 프랑스 (233)

## 메달 집계
개최국
| 순위 | 국가         | 금메달 | 은메달 | 동메달 | 합계 |
| ---- | ------------ | ------ | ------ | ------ | ---- |
| 1    | 이탈리아     | 53     | 43     | 46     | 142  |
| 2    | 프랑스       | 32     | 39     | 26     | 97   |
| 3    | 스페인       | 17     | 20     | 27     | 64   |
| 4    | 유고슬라비아 | 16     | 18     | 19     | 53   |
| 5    | 튀르키예     | 12     | 5      | 14     | 31   |
| 6    | 그리스       | 11     | 10     | 13     | 34   |
| 7    | 모로코       | 8      | 5      | 7      | 20   |
| 8    | 알제리       | 4      | 3      | 7      | 14   |
| 9    | 튀니지       | 4      | 1      | 4      | 9    |
| 10   | 이집트       | 1      | 9      | 12     | 22   |
| 11   | 레바논       | 1      | 2      | 0      | 3    |
| 12   | 시리아       | 0      | 3      | 2      | 5    |
| 합계 | 합계         | 159    | 158    | 177    | 494  |